# Jia you bencao
La matière médicale de l’ère Jia you
La pharmacopée chinoise Jiā yòu bǔzhù shénnóng běncǎo 嘉祐補注神農本草 « La matière médicale de Shennong, étendue et annotée durant l’ère Jia you » (dont la forme brève du titre est Jia you bencao 嘉祐本草 « La matière médicale de l’ère Jia you ») publiée en 1060, fut commandée par l’empereur Song Renzong et écrite par Zhang Yuxi 掌禹錫 et cinq autres rédacteurs. Elle comporte la description de 1 084 drogues, en 20 chapitres. Le texte originel est perdu mais le contenu a été préservé dans la Zheng lei bencao 证类本草 « Materia medica vérifiée et catégorisée »,,.
Ce travail se place dans la filiation des pharmacopées traditionnelles (bencao en chinois) qui toutes sont conçues comme des extensions progressives de « la Matière médicale de Shennong », Shennong bencao 神农本草, avec à chaque étape, une correction des erreurs passées et le rajout de nouvelles substances médicinales. Cette tradition des bencao fut initiée par le lettré taoïste Tao Hongjing (456-536) puis poursuivie grâce au patronage de plusieurs empereurs Tang et Song.
La préface expose la méthode de travail des rédacteurs. Pour la première fois, ils reconnaissent des difficultés à classer les nouvelles drogues dans le système à trois grades (shang-zhong-xia 上中下 « supérieur, intermédiaire, inférieur »). Ils commencent à prendre conscience des difficultés d’engorgement de données surabondantes, répétitives et parfois incohérentes que la méthode de compilations des bencao allait rencontrer dans les siècles suivants et que Li Shizhen au XVIe siècle saura affronter.

## Contexte politique

Portrait en pied de Song Renzong, règne de 1022 à 1063

Les deux premiers empereurs Song s’intéressaient personnellement à la pharmaceutique et à la médecine et eurent des politiques efficaces de développement des pharmacopées impériales.
Le quatrième empereur Song, Renzong 仁宗 (r. 1023-1063), était aussi compétent en thérapie par acu-moxa, quoique qu’il préféra l’acupuncture. Poursuivant la politique de ses prédécesseurs, il commanda lui aussi une nouvelle pharmacopée, la Jia you bencao 嘉祐本草 « La matière médicale de l'ère Jia you ».
D’après une source chinoise: 
« Dans l’année 1056, Renzong tomba malade et dut garder le lit. [Il] s’inséra des aiguilles [en une zone] à l’arrière de la tête. Dès que les aiguilles furent retirées, il ouvrit les yeux et dit « c’est bon d'être lucide ». Le jour suivant, l’empereur se sentait mieux. Il décida de nommer le point d’acupuncture où les aiguilles avaient été insérées « lucidité » ou xingxing 惺惺 ».

## Historique du texte
Établi en 1057, le Bureau de correction des livres médicaux (jiaozheng yishu ju 校正医书局) eut pour première tâche la révision de la pharmacopée impériale précédente, la Kai bao bencao 开宝本草 datant de 974. L’empereur Song Renzong émit un décret ordonnant au vice-ministre des cérémonies Zhang Yuxi 掌禹錫 (990 - 1060) de diriger l’équipe de rédacteurs formée de Lin Yi 林億, du savant polymathe Su Song 蘇頌 (1020-1101), du vérificateur Zhang Dong 张洞, des médecins fonctionnaires Qín Zōnggǔ 秦宗古 et Zhu Youzhang 朱有章, ainsi que des correcteurs Chen Jian et Gao Baoheng. Sur ces six rédacteurs, seuls les deux derniers sont connus comme des spécialistes du domaine médical et pharmaceutique. Zhang Yuxi a écrit des ouvrages de géographie, Zhang Dong 张洞 a acquis les faveurs de l’empereur sur la base de sa connaissance des Classiques confucéens.
Ils travaillèrent entre la deuxième et la cinquième année de l'ère Jia You (1057 à 1060) de la dynastie Song, à la Jiā yòu bǔzhù shénnóng běncǎo 嘉祐補注神農本草. Ils ont utilisé la Kai bao zhongding bencao 开宝重定本草 (974) « La matière médicale redéfinie sous l'ère Kai bao » comme structure de base, en gardant fidèlement les catégorisations. Ils citent abondamment plus de cinquante types de documents (dont seize sur la matière médicale). Parmi les textes importants sur la matière médicale utilisés par Zhang Yuxi, figurent Wu shi bencao 吴氏本草 « La matière médicale de la famille Wu », Shu bencao 蜀本草 « La matière médicale des Shu », Yao dui 药对 « Comparaisons des médicaments », Yao xing lun 药性论  « Discussions sur les propriétés des médicaments », Shi liao bencao 食疗本草 « La matière médicale de la diététique » et Rihua Zi bencao 日华子本草 « La matière médicale de Rihua Zi », contenant de riches informations sur les propriétés des médicaments, les combinaisons, les traitements diététiques et les expériences populaires en matière de discrimination et d'utilisation des médicaments, fournissant des matériaux précieux pour les recherches futures sur les anciens textes de la matière médicale.
En 1060, au bout de trois ans de travaux, les auteurs ont soumis à l’empereur le manuscrit de la nouvelle pharmacopée. Après une dernière inspection, l’œuvre fut publié en 1060.

## La préface deJia you bencao
La préface de la matière médicale Jia you bencao offre une analyse terminologique et historique des pharmacopées intéressante:
« Selon la tradition, l’auteur de la Bencao jing est Shennong 神农. Ceci toutefois n’est pas mentionné dans les Classiques. […]  Seulement dans le catalogue Qi Lu 七录, de la période Liang [502 — 557], y a-t-il une Shennong bencao avec trois chapitres et quelques personnes pensent que c’est la première [occurrence du terme]. Mais c’est une grosse erreur. 
D’autres ont émis les spéculations que les noms de lieux où poussent les drogues listées  [dans la Shennong bencao] appartiennent à la période des Han postérieurs et sont arrivés à la conclusion que Zhang Zhongjing et Hua Tuo doivent en être les auteurs. Mais ceci aussi, n’est pas vrai.

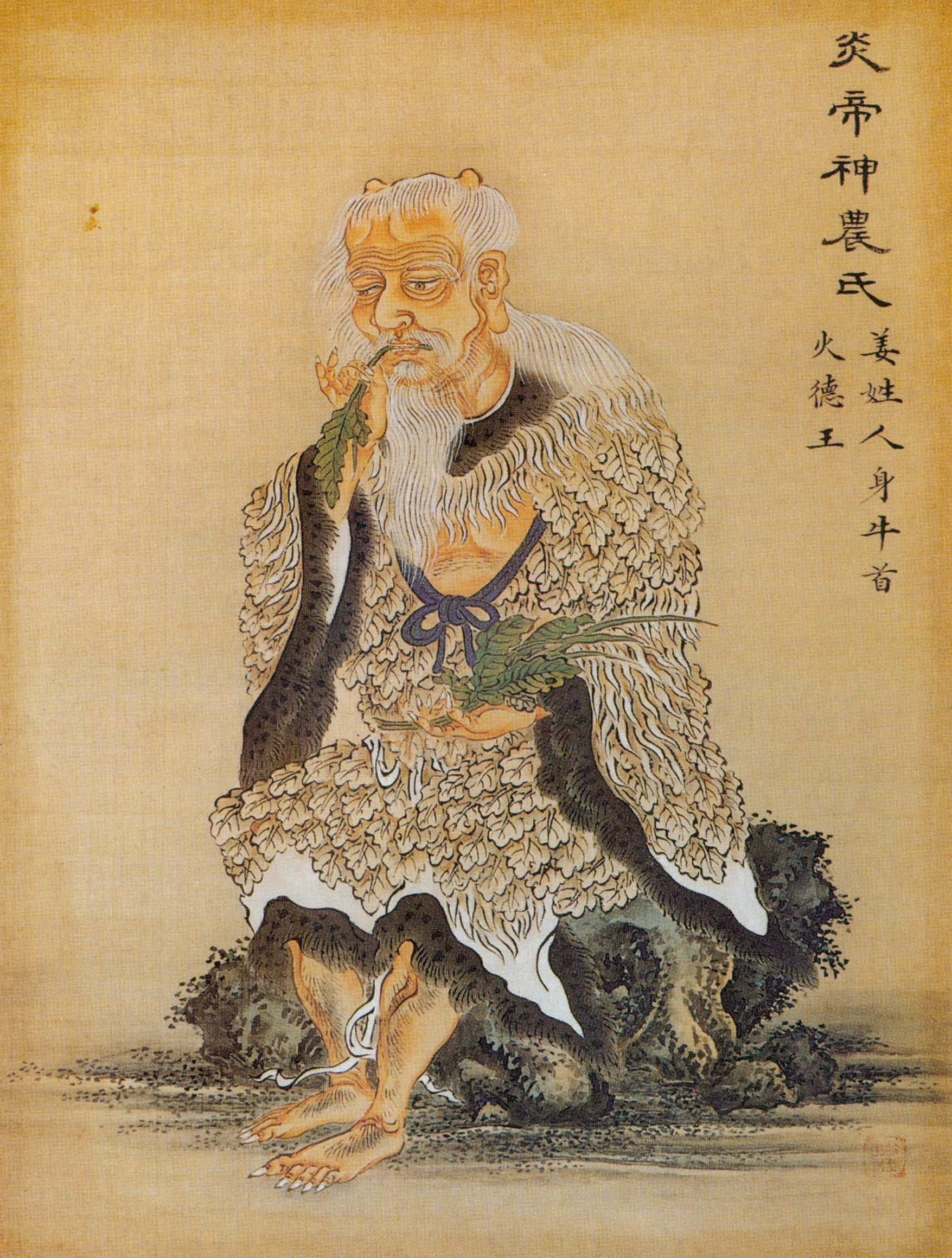
Shennong goûtant une herbe médicinale

  Dans le Huainanzi 淮南子, il est écrit « Shennong a gouté les herbes ; en une journée, il en découvrit 70 ayant des activités médicinales effectives. Ce fut le début de la médecine et des prescriptions ». Il n’y avait pas de caractères écrits dans l’antiquité. La tradition se transmettait de maître à disciple et fut appelée bencao. Durant les deux dynasties Han, le nombre de praticiens médicaux renommés augmenta considérablement. Zhang Ji [Zhang Zhongjing] et Hua Tuo suivirent plus que tous, les anciens enseignements, les étendirent par de nouvelles vues et enregistrèrent [ce savoir] dans des œuvres écrites. À partir de ce moment, [le terme] bencao apparut dans les biographies des classiques. 

La plus ancienne édition de la Bencao jing ne contient pas plus que 365 drogues en trois chapitres. Durant la période Liang [au VIe], Tao Yinju [= Tao Hongjing 陶弘景] contribua aux Notes additionnelles des médecins célèbres [mingyi bielu 名医别录], qui contenait aussi 365 drogues. Il fournit en plus ses propres commentaires et divisa l’ouvrage entier en sept chapitres. 
 Durant la période des Tang, au moment de l’ère Xian Qing 显庆, la chancelier dirigeant les gardes du Palais, Su Gong 蘇恭, a abordé la question des carences et des erreurs [dans les éditions antérieures] et adressa une pétition à l’empereur pour demander une nouvelle édition définitive. Là-dessus, le directeur des travaux publics Li Shiji yin gong et d’autres, avec [Su] Gong, reçurent l’ordre d’examiner les avantages et inconvénients du travail. Une nouvelle fois, 114 drogues furent ajoutées et classées en groupes naturels (men 门), sections (bu 部) et types liés (lei 类). L’ensemble du travail fut organisé en 20 chapitres. Il reçut le titre de Bencao des Tang [= Xinxiu bencao 新修本草 659]. 
 Durant la présente dynastie [des Song], durant l’ère Kai Bao [968-975]. L’empereur ordonna au praticien médical Liu Han et au taoïste Ma Zhi, de compiler une collection [de drogues]. Elle comprenait 133 types de drogues qui ont souvent été utilisées avec succès par les soignants, en plus du répertoire des drogues existantes. Ensuite, l’empereur ordonna à Lu Duoxun, Li Fang, Wang Yu, et Hu Meng, des lettrés de l’Académie Hanlin, d’écrire une nouvelle édition définitive [de la bencao]. Il en résultat deux publications : la Xiangding [Kai bao xin xiang ding bencao 開寶新詳定本草 (973)] la Zhongding [Kai bao zhongding bencao 開寶重定本草 (974)]. Les deux furent publiées et distribuées. À partir de ce moment, les praticiens médicaux furent familiers avec les critères souhaitables d’application des drogues. Plus tôt, Meng Chang 孟昶 de la dynastie Shu 蜀 non reconnue, avait ordonné au lettré Han Baosheng 韓保升et d’autres de combiner l’édition Tang avec la Tu jing 图经 en un compendium étendu. Le résultat fut la Shu bencao 蜀本草 « Matière médicale des Shu », un ouvrage toujours en circulation de nos jours […] ». (tiré de la traduction anglaise de Paul Unschuld)
Ainsi, cette filiation d'œuvres pharmaceutiques s'est poursuivie depuis les Han jusqu’au XIe siècle, soit presque 1 000 ans. Durant cette période, elle fut constamment étendue par de nouvelles drogues, avec les notices des anciennes drogues corrigées et complétée. C'est incontestablement une belle réussite des élites chinoises, sans équivalent à la même époque en Europe, malgré le bon départ de la matière médicale de Dioscoride au Ier siècle.
« Le huitième mois de la seconde année de l’ère gouvernementale Jia you [en 1057], un ordre impérial fut adressé aux fonctionnaires [Zhang] Yuxi, [Lin] Yi, [Su] Song, et [Zhang] Dong, d’entreprendre une nouvelle révision et correction [de la bencao]. »
| Filiations principales des bencao durant le premier millénaire selon la Jia you bencao |                    |                      |                   |
| Titre                                                                                  | Rédacteur          | Année de publication | Nombre de drogues |
| 1. Shennong bencao                                                                     | Inconnu            | dyn. Han             | 365               |
| 2. Bencao jing jizhu                                                                   | Tao Hongjing       | 500 ca.              | 730               |
| 3. Xinxiu bencao                                                                       | Su Jing (=Su Gong) | 659                  | 850 (rec.)        |
| 4. Kai bao bencao                                                                      | Liu Han, Ma Zhi    | 974                  | 983               |
| 5. Jia you bencao                                                                      | Zhang Yuxi         | 1060                 | 1084              |

Les rédacteurs procèdent alors à une analyse critique des difficultés qu’ils ont rencontré.
« À la suite de cet ordre impérial, nous avons procédé à un examen minutieux et sommes arrivés à l’opinion suivante. Les praticiens médicaux précédents utilisaient les drogues selon leurs diagnostics. Si l’effet était positif, ils l’enregistraient par écri. [La taille de] la matière médicale s’accrut graduellement. Un examen des travaux actuels montre qu’ils sont extrêmement variés et peuvent à peine être compris complètement. Bien que de nouveaux items aient été ajoutés ou que des items superflus aient été omis [à chaque édition], la sélection a été différente chaque fois. Certaines choses étaient déjà enregistrées dans le Ben jing, mais dans des termes trop vagues et simplistes. D’autres choses, cependant, ont été utilisées longtemps par des gens tout en restant inconnues des médecins impériaux. Ainsi, jusqu'à présent, aucune description exacte des produits pharmaceutiques n'existait qui soit étroitement orientée sur les faits observables ; pour cette raison, de nombreuses informations sont restées inaperçues ou dispersées. Donc, notre but est de pallier ces insuffisances et d’expliquer les contradictions. C’est pourquoi nous avons donc sélectionné et combiné les usages de tous les médicaments, tels qu'ils ont été enregistrés dans les ouvrages médicaux et les traités sur les médicaments de toutes sortes d'auteurs. Nous avons seulement rejeté les descriptions qui nous semblaient trop vagues ou absurdes. En outre, des références plutôt fortuites aux effets des médicaments se trouvent également dans de nombreux ouvrages classiques et historiques, bien qu'il ne s'agisse pas de textes spécifiquement pharmaceutiques ou diététiques. Si ces informations sur les effets des médicaments étaient relativement fiables, nous les avons également adoptées. Nous nous sommes efforcés de créer une œuvre globale et cohérente, afin de respecter l'intention de l'ordre impérial. » (trad. Paul Unschuld)
Chose rare mais essentielle, les rédacteurs nous apprennent que la sélection d’une drogue se fait sur la base d’une évaluation empirique, reposant vraisemblablement sur une généralisation de multiples observations. Peut-être même que le médecin essayait de valider par essais et erreurs une règle générale du type « quand un patient souffre de tel symptôme X et qu’on lui fait prendre la drogue Y à telle dose Z et dans telles conditions, alors le plus souvent il guérit. » Il faudra encore des siècles pour que les médecins aient une conscience suffisamment claire de cette procédure pour qu’ils relèguent au second plan la règle d’autorité, qui s’imposait par la méthode traditionnelle des compilations qui pouvait avoir retenu à tort des cas particuliers et fortuits de guérison. Car même dans ce début de XXIe siècle, les essais cliniques (randomisés, en double-aveugle, contrôlés par placebo) de qualité menés en Chine sont encore trop rares.
« Différentes œuvres se cachent sous le titre de Bencao. Nous avons consulté la Kai bao zhong jing [Kai bao zhongding bencao 開寶重定本草] comme un ouvrage standard [de référence]. Il est divisé en chapitres et type [de drogues] et les informations originelles du [Ben] jing sont entrecoupées avec des commentaires [subséquents]. [Citations et commentaires] sont différentiés par des caractères rouges ou noirs. Nous avons suivi cet exemple ancien et il n’y aura pas de nouvelles réformes. Quand nous corrigeons des défauts ou écrivons des commentaires, nous suivons les travaux de référence. Si leurs opinions étaient similaires à celles trouvées dans des ouvrages plus anciens, nous avons coupé ou éliminé entièrement ces passages, afin d'éviter les répétitions. Si certaines vues ont été enregistrées de manière incomplète dans les œuvres anciennes et ont ensuite été reprises dans des œuvres ultérieures, nous avons donné les deux citations côte à côte, afin de créer un ouvrage détaillé et facilement compréhensible. […] » (trad. Paul Unschuld)
L’accumulation de compilations d’époques différentes étaient souvent lourdes de répétitions ou d’incohérences. Pour remédier à ces problèmes d’engorgements, les rédacteurs ont choisi de couper certains de ces passages gênants mais ont continué à fonctionner par citations [compilations] plutôt que de faire des synthèses personnelles, cohérentes et globales.
« Toutes les drogues sont traditionnellement classées en classe supérieure, intermédiaire et inférieure [shang-zhong-xia 上中下]. Il est très difficile d’arranger les drogues récemment ajoutées selon ces [trois] grades. Nous les avons donc arrangées suivant leurs types (lei 类) »
La préface explique ensuite la classification temporelle des commentaires suivant le système chinois indiquant la période de la dynastie régnante et de l’ère gouvernementale.
« Quelques drogues qui sont utilisées de nos jours n’ont cependant été listées dans aucun livre, aussi n’y a-t-il aucune possibilité de les identifier et de les expliquer. Ici, nous mentionnerons, par exemple, [les drogues] huluba 葫芦巴 « fenugrec », [Trigonella foenum-graecum] et haitai 海苔 « algue pour snack, nori ». Dans ce cas, nous avons demandé à rencontrer les fonctionnaires médicaux impériaux pour en discuter ; les résultats [de ces efforts] sont consignés dans un article séparé, indiqué par la mention xinding 新定 « nouvellement déterminés. 
 Le nombre précédent de drogues était de 983 ; nous en avons ajouté 82, sans tenir compte des commentaires. Sept drogues ont été nouvellement déterminées. Le nombre total de notices nouvelles et anciennes est maintenant de 1 082. Toutes les drogues ont été grossièrement esquissées selon leur relation de type : il y a 15 groupes différents en tout. Le sens de toutes les révisions et explications est donc ainsi clair. Les trois préfaces des travaux anciens de la période Kai bao, de Yinggong 英公 et de M. Tao 陶氏 [Tao Hongjing], sont d’une telle importance pour nous, qu’on ne veut pas les omettre et que nous les avons placées au début. 
Nombre total de drogues anciennes et nouvelles : 1 082.
 De Shennong ben jing : 360 [drogues], de Mingyi bielu 名医别录 : 182 [drogues]. Celles introduites dans l’édition Tang : 114 [drogues] ; éditions modernes : 133 [drogues] ; connues de nom mais obsolètes 有名未用 : 194 [drogues] ; nouvellement ajoutées xinbu 新补 : 82 [drogues] ; nouvellement déterminées : 17 [drogues]. » (trad. Paul Unschuld)
Les auteurs de la Jia you bencao, ont accompagné leur manuscrit d’une lettre dans laquelle ils décrivent le développement de leur œuvre (correspondant à la préface). L’énumération de leurs sources est d’un grand intérêt. Parmi les 50 sources, il y a 16 bencao. Celles-ci se divisent en 4 bencao de la tradition principale et 12 bencao de la tradition secondaire (savoir régional, diététique, pour période de famine)
Tradition principale : Kai bao xinxiang ding bencao 開寶新詳定本草 et la Kai bao zhongding bencao 開寶重定本草, Tang Xinxiu bencao 唐新修本草, Shu Chongguang Yinggong bencao 蜀重广英公本草.
Tradition secondaire : Wushi bencao 吴氏本草, Yaozongjue 药总诀, Yao xing lun 药性论, Yaodui 药对, Shi liao bencao 食療本草, Bencao shi yi 本草拾遺, Sisheng bencao 四声本草, Shanfan bencao 删繁本草, Bencao xingshi lei 本草性事类, Nanhai yao bu 南海药普, Shixing bencao 食性本草, Rihua zi zhujia bencao 日华子诸家本草.